# Mellansluten central rundad vokal
Mellansluten central rundad vokal är ett språkljud. Det skrivs i fonetisk skrift med IPA-tecknet [ɵ]. Det svenska /u/-fonemet realiseras som detta ljud när det är kort. (bɵss = buss). Det långa u-ljudet realiseras som [ʉ].